# Escut de l'Aragó
L'escut de l'Aragó està definit en l'Estatut d'Autonomia d'Aragó (Llei orgánica 8/1982, 10 d'agost) en el seu article 3.2, i dona reconeixement legal als símbols tradicionals de l'Aragó d'ús secularment arrelat. La seva descripció i el seu ús està regulat per la «Llei sobre l'ús de la bandera i escut d'Aragó» (Llei 2/1984, de 16 d'abril; BOA n. 5, de 18 d'abril de 1984) en l'article 4:
| « | [Traducció]: De conformitat amb el que disposa l'apartat 2 de l'article 3r de l'Estatut d'Autonomia, l'Escut d'Aragó és, estructuralment, un escut espanyol, quarterat en creu i integrat pels següents elements: - Primer quarter, en camp d'or, una alzina desarrelada, amb set arrels, en els seus colors naturals, coronada per una creu llatina tallada i de gules -Segon, sobre camp d'atzur, una creu d'argent, apuntada en el seu braç inferior i adestrada en el cantó del cap — Tercer, sobre camp d'argent, una creu de Sant Jordi, de gules, cantonada per quatre caps de sarraïns, de sable i encintades d'argent — Quart, sobre camp d'or, quatre pals de gules iguals entre si i en els espais del camp — Tot l'escut, timbrat de corona reial, oberta de vuit florons, quatre d'ells visibles, amb perles, i huit flors de lis, cinc visibles, amb rubís i maragdes en la diadema, en proporció amb l'escut de dos i mig a sis. | » |

## Composició
- Al primer quarter l'Arbre de Sobrarbe que commemora les llibertats aragoneses del llegendari Regne de Sobrarbe
- Al segon quarter la Creu d'Ènnec Aritza o «senyal antich del rey Daragó» que representa els sobirans de la Casa d'Aragó de llinatge de Pamplona.
- Al tercer quarter la Creu d'Alcoraz o «les armes d'Aragó» que representa l'escut territorial de l'antic regne d'Aragó
- Al quart quarter el Senyal Reial, Senyal del rei d'Aragó o «barres d'Aragó»[2] que representa els sobirans de la Casa d'Aragó de llinatge dels comtes de Barcelona.

| Quarter             | Descripció |
| ------------------- | --- |
| Arbre de Sobrarbe   | Arbre de Sobrarbe Escut d'armes documentat per primer cop el 1499 en la portada de Crónica de Aragón per a representar els llegendaris reis de Sobrarbe. Té associada la llegenda del mític Regne de Sobrarbe segons la qual durant la invasió islàmica els aragonesos es refugiaren a la regió del Sobrarbe on redactaren unes lleis, els furs, i després escolliren un rei obligant-lo a jurar que els respectaria; la llegenda es resumeix en la frase «En Aragón antes fueron Leyes que Reyes». Al tombant del segle xv, es creà aquest llegenda de l'imaginari Regne de Sobrarbe i els seus Furs per a legitimar històricament la monarquia pactista enfront de l'autoritarisme de Felip II de Castella (1556-1598), que durant les durant les Alteracions d'Aragó feu executar (1591) el Justícia d'Aragó don Joan V de Lanuza i retallà significativament les llibertats aragoneses a les corts de Tarassona del 1592. Ocupa el primer quarter de l'Escut d'Aragó perquè representa les llibertats aragoneses i els seus furs. |
| Creu d'Ènnec Aritza | Creu d'Ènnec Aritza o «senyal antich del rey d'Aragó» Escut d'armes documentat per primer cop el 1344 en les Ordinacions de Casa i Cort i creat pel rei Pere IV d'Aragó «el Cerimoniós» per a representar els reis d'Aragó anteriors a la unió dinàstica. Té associat la Llegenda d'Enneco Ariesta segons la qual l'escut hauria estat obra seva. Ocupa el segon quarter de l'Escut d'Aragó i també forma part de l'Escut del País Valencià. |
| Creu d'Alcoraz      | Creu d'Alcoraz o «les armes Daragó» Escut d'armes documentat per primer cop el 1281 en la butlla de plom del rei Pere III d'Aragó, el Gran, per a representar el regne d'Aragó. L'escut fou mantingut pels seus successors com símbol propi i exclusiu del regne d'Aragó. Té associat una Llegenda de la batalla d'Alcoraz segons la qual gràcies a l'aparició de Sant Jordi les tropes aragoneses derrotaren les musulmanes i després de la batalla trobaren quatre caps decapitats de reis sarraïns. Ocupa el tercer quarter de l'Escut d'Aragó i constitueix l'Escut de Sardenya. |
| Senyal Reial        | Senyal Reial, Senyal del rei d'Aragó o «barres d'Aragó» Escut d'armes documentat per primer cop el 1150 en el segell de Ramon Berenguer IV. Inicialment fou un senyal heràldic de llinatge, esdevenint posteriorment el senyal de dignitat dels reis d'Aragó. Té associat la Llegenda de les quatre barres de sang segons la qual l'escut s'hauria originat amb Guifré el Pilós. Ocupa el quart quarter de l'Escut d'Aragó i de la transposició horitzontal del Senyal Reial en deriven actualment la Bandera d'Aragó, la Bandera de Catalunya, la Bandera del País Valencià i la Bandera de les Illes Balears. |

## Origen històric
L'Escut de l'Aragó és testificat en la seua disposició més coneguda en la gran crònica renaixentista Crónica de Aragón del monjo aragonès Gualberto Fabricio de Vagad i publicada a Saragossa el 1499. L'escut està format per quatre quarters que, en la configuració adoptada, es van difondre i popularitzar per sobre d'altres ordenacions heràldiques, consolidar-se des de l'edat moderna per arrelar decididament al segle xix, resultant aprovat, segons precepte, per la Reial Acadèmia de la Història el 1921 seguint el model del 1499:

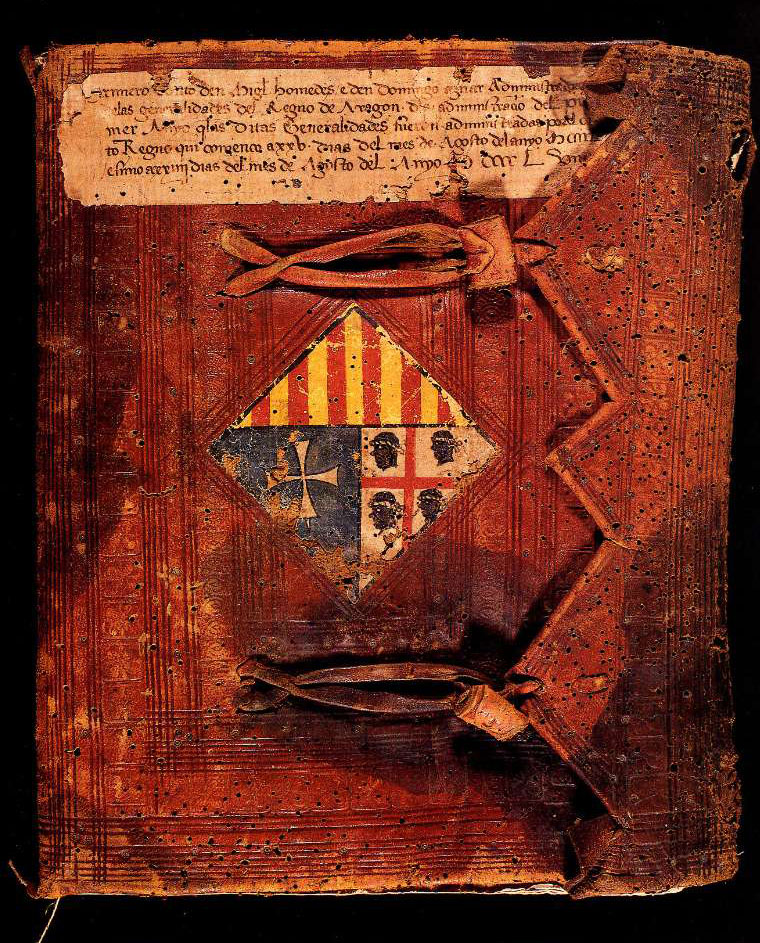
Escut de la Generalitat d'Aragó (1450)
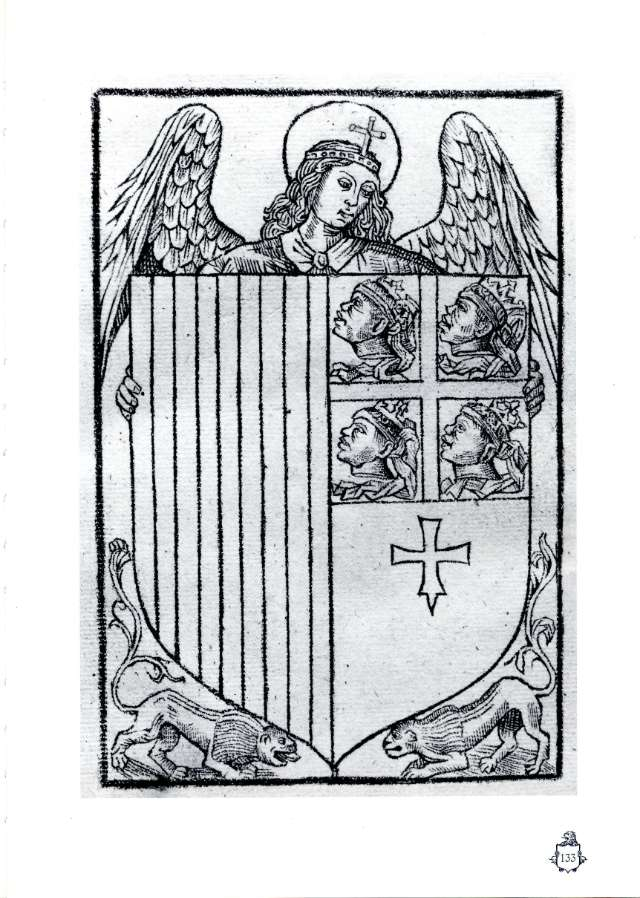
Portada dels Fori Regni Aragonum (Ed. 1496)
Escut de l'Aragó Fori Regni Aragonum (Ed. 1496)
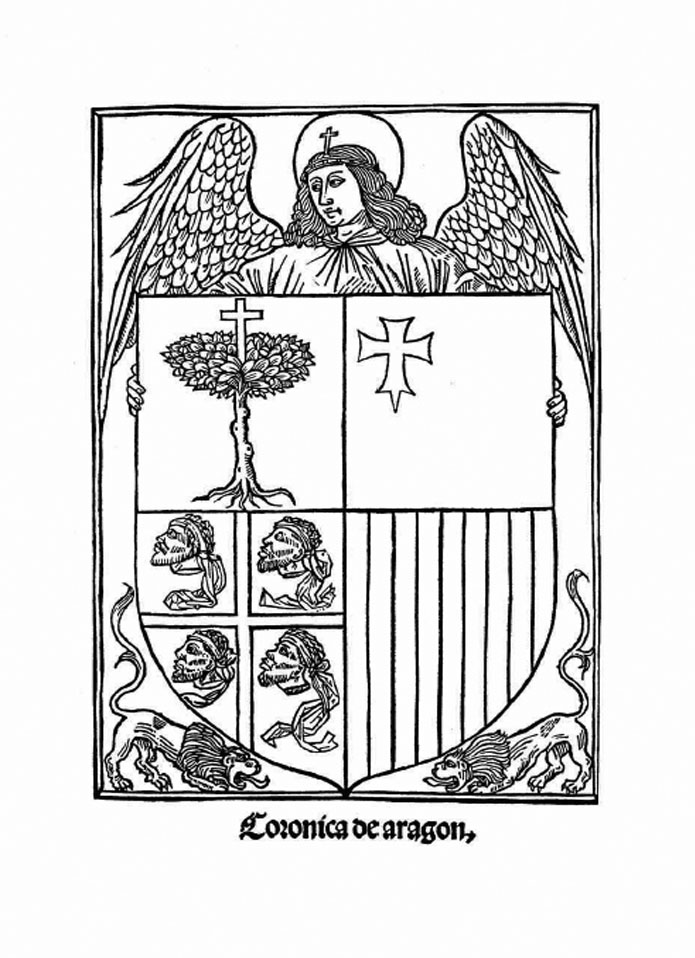
Portada de Crónica de Aragón (1499)
Escut de l'Aragó (actual i oficial)

## Aprovació legal
L'any 1978, abans de la promulgació de l'Estatut d'autonomia d'Aragó (1982), l'Escut d'Aragó fou definit per una norma legal de les corts de la comunitat autònoma que es publicà el 7 de juny del 1978 en el Boletín Oficial de Aragón. El 1982 s'aprovà l'Estatut d'autonomia d'Aragó, que recollí el tema de la Bandera i l'Escut l'Aragó, però sense definit de manera exacta la seva descripció. No serà fin l'any 1984, amb l'aprovació de la Llei 2/1984, del 16 d'abril del 1984, quan es regularen i es definiren de manera concreta els símbols d'Aragó.

## Polèmica per la Creu d'Alcoraz
L'escut es convertí en motiu de polèmica arran de les queixes de la comunitat islàmica de Saragossa sobre el tercer quarter de l'escut, que conté la Creu d'Alcoraz i està formada per «quatre caps decapitats de reis sarraïns» en record de la conquesta d'Osca aconseguida pel rei Pere I d'Aragó l'any 1096 a la batalla d'Alcoraz.